# Samlino (Pomerania Occidental)
Samlino [pronunciación en polaco: /samˈlinɔ/] (en alemán: Zemlin) es un pueblo en el distrito administrativo de Gmina Golczewo, dentro del Distrito de Kamień, Voivodato de Pomerania Occidental, en el noroeste de Polonia.
Se encuentra aproximadamente 4 kilómetros al noroeste de Golczewo, 18 kilómetros al sudeste de Kamień Pomorski, y 54 kilómetros al noreste de la capital regional, Szczecin.